# Kristina Berdynskykh
Kristina Berdínskikh   (nascida em Kherson, na Ucrânia) é uma jornalista ucraniana. Em 2022, ela foi reconhecida como uma das 100 mulheres mais inspiradoras do mundo pela BBC.

## Trabalho e ativismo
Kristina Berdínskikh trabalhou como jornalista política em revistas, na televisão e na rádio em Kiev, capital e maior cidade da Ucrânia, durante 14 anos. Durante 2013 e 2014, ela noticiou a Revolução Euromaidan da Ucrânia. Desde o início da invasão da Ucrânia pela Rússia em 2022, ele decidiu reportar as notícias diretamente do local. Em março de 2022, ela entrevistou o embaixador da Polônia na Ucrânia e fez uma reportagem sobre o Hospital Infantil Ohmatdyt. E em abril de 2022, ela viajou para a cidade libertada de Butcha, também na Ucrânia. Além disso, ela viajou por toda a Ucrânia para relatar a guerra diretamente do local, com foco especial na coleta de testemunhos dos cidadãos.

## Reconhecimento
Em 2022, Kristina Berdínskikh foi reconhecida como uma das 100 mulheres mais inspiradoras do mundo pela BBC.